# Jawiszów
Jawiszów est une localité polonaise de la gmina et du powiat de Kamienna Góra en voïvodie de Basse-Silésie.